# 蒙塔尼亚勒勒孔迪
蒙塔尼亚勒勒孔迪（法語：Montagna-le-Reconduit，法語發音：[mɔ̃taɲa lə ʁəkɔ̃dɥi]）是法国汝拉省的一个市镇，位于该省西南部，属于隆斯勒索涅区。

## 地理
蒙塔尼亚勒勒孔迪（46°27'30"N, 5°23'8"E）面积5.43 平方千米，位于法国勃艮第-弗朗什-孔泰大區汝拉省，该省份为法国东部内陆省份，北起上索恩省，西北接科多尔省，西临索恩-卢瓦尔省，南至安省，东与杜省和瑞士接壤。
与蒙塔尼亚勒勒孔迪接壤的市镇（或旧市镇、城区）包括：尚帕尼亚、昂德洛-莫尔瓦勒、巴拉诺、图瓦西亚、韦里亚、茹德、莱特鲁瓦堡。
蒙塔尼亚勒勒孔迪的时区为UTC+01:00、UTC+02:00（夏令时）。

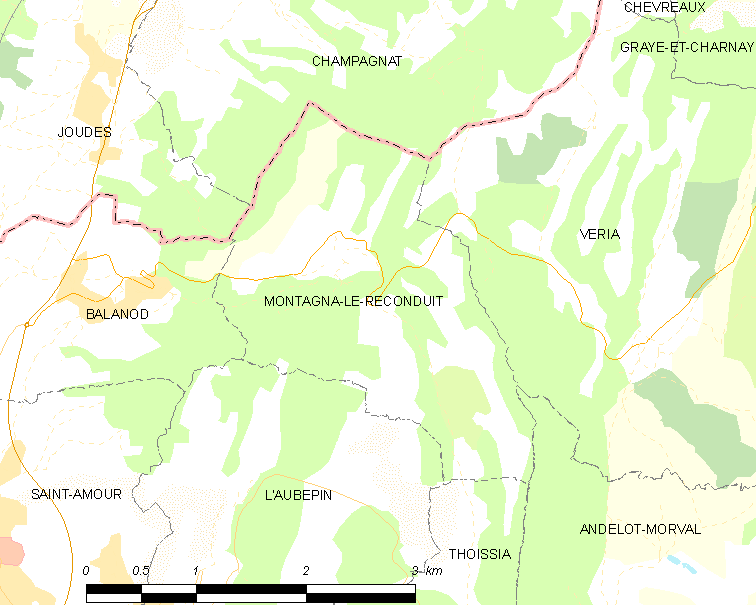
蒙塔尼亚勒勒孔迪的OSM定位图

## 行政
蒙塔尼亚勒勒孔迪的邮政编码为39160，INSEE市镇编码为39346。蒙塔尼亚勒勒孔迪和另外相邻的24个市镇组成了汝拉门公共社区。

## 政治
蒙塔尼亚勒勒孔迪所属的省级选区为圣阿穆尔县。

## 人口

1962-2008年间蒙塔尼亚勒勒孔迪人口变化图示

蒙塔尼亚勒勒孔迪于2022年1月1日时的人口数量为109人。